# Attentat d'Ahvaz
L'attentat d'Ahvaz est une attaque terroriste survenue le 22 septembre 2018 en Iran. Elle est menée lors d'un défilé militaire du Corps des Gardiens de la révolution islamique commémorant le début de la guerre Iran-Irak. L'attentat fait 29 morts, dont 24 parmi les Gardiens de la révolution.
Cette attaque est la plus meurtrière survenue en Iran depuis l'attentat-suicide de Chabahar (en) en décembre 2010.

## Contexte
L'attentat a lieu dans un contexte de tensions entre l'Iran et les États-Unis après la rupture en mai 2018 de l'accord de 2015 sur le nucléaire iranien par le président Donald Trump et l'intensification des sanctions économiques américaines contre la République islamique. Il intervient également vingt-quatre heures avant le départ prévu du président de la République islamique, Hassan Rohani, pour l'assemblée générale de l'ONU à New-York. 
L'Iran fait face en juin 2017 à Téhéran à des attentats suicide revendiqués par l’État Islamique. En juillet 2018, dix gardiens de la révolution sont tués à Dari (district de Marivan), dans le Kurdistan iranien lors d'une attaque d'insurgés.

## Déroulement
L'attentat se produit lors d'un défilé militaire commémorant le début de la guerre Iran-Irak. À 9 heures, cinq hommes armés vêtus de treillis ouvrent le feu sur la foule. Les militaires participant au défilé sont armés de fusils, mais leurs chargeurs sont vides. La fusillade dure entre 10 et 15 minutes. D'après le témoignage à l'AFP de Behrad Ghassemi, un photographe local, les assaillants « tiraient sur toute personne qu'ils pouvaient » atteindre. Les cinq assaillants sont abattus ou mortellement blessés,.

## Bilan humain
Selon les bilans de l'Iranian Students' News Agency (ISNA) et de la télévision d'État donnés le 22 septembre, l'attentat fait au moins 29 morts et 53 blessés. Les victimes sont en grande partie des membres du Corps des Gardiens de la révolution islamique, mais des civils sont également tués, dont des femmes et un enfant de quatre ans, nommé Taha Eghdami,. Le lendemain, le bilan est cependant revu à la baisse par l'ISNA et les autorités locales et passe à 24 morts et 60 blessés, le gouverneur Alami Neysi évoquant une « erreur » dans le décompte des victimes,.
Les funérailles des victimes ont lieu le 24 septembre, en présence de milliers de personnes à la mosquée Sarollah, dans le centre d'Ahvaz.

## Réactions en Iran
Avant la revendication de l'État islamique, le ministre iranien des Affaires étrangères, Mohammad Javad Zarif, met en cause un « régime étranger » et les États-Unis : « des terroristes recrutés, entraînés et payés par un régime étranger ont attaqué Ahvaz [...] L’Iran considère que les parrains régionaux du terrorisme et leurs maîtres américains sont responsables de telles attaques ».
Ramezan Sharif, le porte-parole du Corps des Gardiens de la révolution islamique, accuse quant à lui un groupe séparatiste arabe : « ceux qui ont ouvert le feu sur les gens et les forces armées sont liés au mouvement Al-Ahvazieh. Ils sont nourris par l’Arabie saoudite, et ils ont essayé de faire de l’ombre à la puissance des forces armées ». Les Gardiens de la Révolution promettent également une « vengeance inoubliable ». 
Le président Hassan Rohani promet pour sa part que « la réponse de la République islamique à la moindre menace sera[it] terrible ». Le Guide de la Révolution, l'ayatollah Ali Khamenei, affirme quant à lui voir dans l'attentat « une continuation de la conspiration des gouvernements de la région à la solde des États-Unis et qui cherchent à répandre l’insécurité dans notre cher pays ».
Le 24 septembre, jour des funérailles des victimes, le général de brigade Hossein Salami, commandant en second du Corps des Gardiens de la révolution islamique, déclare à la tribune : « Nous allons prendre une terrible revanche sur nos ennemis, et ils le savent tous. Comme le dit le Coran, nous allons faire voler leurs têtes. Où qu'ils se trouvent, nous les trouverons et les punirons ».

## Réactions internationales
Les deux premiers États à réagir et à condamner les attentats sont la Syrie et la Russie, alliés de l'Iran. Le 23 septembre, les États-Unis annoncent par la voix de leur ambassadrice à l'ONU, Nikki Haley, « condamner toute attaque terroriste n'importe où ».

## Revendications et accusations

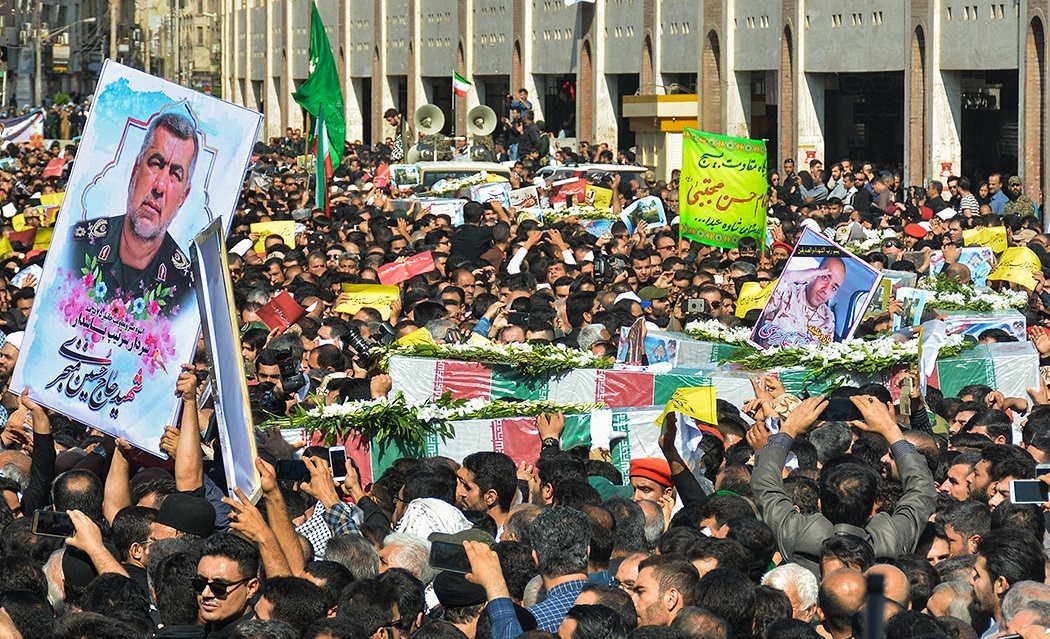
Funérailles des victimes de l'attentat d'Ahvaz, le 24 septembre 2018.

L'attaque est revendiquée le jour même par l'État islamique, via son agence de propagande Amaq.  
La République islamique d'Iran rejette cependant la revendication de l'État islamique et accuse les séparatistes arabes du Front populaire démocratique ahwazi. Le président Hassan Rohani déclare : « Nous n'avons aucun doute sur l'identité de ceux qui ont fait ça ».
Une revendication au nom du Front populaire démocratique ahwazi est publiée sur Twitter et diffusée le 22 septembre sur une chaîne satellitaire, Iran International,,. Le ministère iranien des Affaires étrangères déclare également que l'attaque a été revendiquée « à l'antenne d'une TV basée à Londres ». Mais le même jour le secrétaire-général du Front populaire démocratique ahwazi, Salah Abo Sharef Ahwazi, dément l'implication de son groupe dans un communiqué diffusé sur le site de l'organisation,. Il accuse également les autorités iraniennes d'avoir commandité elles-mêmes l'attaque pour détourner l'attention du soutien qu'elles apportent « à des milices dans la région »,. La République islamique d'Iran ignore ce démenti et met en cause le Royaume-Uni, les Pays-Bas et le Danemark en accusant ces pays d'accueillir des membres du Front populaire démocratique ahwazi sur leurs sols. Le ministère iranien des Affaires étrangères met également en cause l'Arabie saoudite, soutien des groupes séparatistes arabes, et un autre « petit État du golfe ».
Le jour de l'attentat, Yaquob Hurr al-Tisteri, un porte-parole du Mouvement de lutte arabe pour la libération d'Ahwaz, dément également la revendication de l'État islamique et affirme que l'attaque a été effectuée par des membres de la « résistance nationale », sans préciser cependant si son groupe était impliqué. Le lendemain le Mouvement de lutte arabe pour la libération d'Ahwaz dément officiellement dans un communiqué toute implication dans l'attentat et affirme que Yaquob Hurr al-Tisteri n'est plus le porte-parole du groupe depuis 2015,.
Le 23 septembre, l'État islamique diffuse alors une vidéo des assaillants, vêtus d'uniformes iraniens, s'exprimant pour deux d'entre-eux en arabe et l'autre en farsi, et annonçant leur intention de viser les Gardiens de la révolution islamique,,,. Les trois hommes affirment mener le « djihad », mais ne font pas directement référence à l'État islamique. L'ancien porte-parole du Mouvement de lutte arabe pour la libération d'Ahwaz ayant précédemment revendiqué l'attentat affirme alors que la vidéo a été « volée » par l'État islamique.
Selon Caroline Hayek, journaliste de L'Orient-Le Jour : « Accuser les séparatistes arabes, et par extension leurs parrains régionaux, comporte plusieurs avantages pour la République islamique. Dans un contexte de tension, lié notamment aux pressions américaines après la réimposition des sanctions à l’égard de l’Iran, cela peut permettre de souder la société contre un ennemi extérieur ». Pour Jonathan Piron, chercheur pour Etopia et spécialiste de l’Iran : « Le régime va certainement utiliser sa rhétorique habituelle dénonçant le complot orchestré par les États-Unis, l’Arabie saoudite et Israël. Cela permet de ressouder en interne en essayant de faire taire les dissensions qui sont assez présentes ».
Le 25 septembre, le ministère des Renseignements iranien annonce l'arrestation de 22 personnes « impliquées » dans l'attentat et affirme que « la cachette des terroristes a été découverte », ainsi que « des explosifs, du matériel militaire et des équipements de communication ». Le ministère publie également les photos et les noms des assaillants — Ayad Mansouri, Fouad Mansouri, Ahmad Mansouri, Javad Sari et Hassan Darvichi — et présentent ceux-ci comme étant affiliés « à des groupes séparatistes takfiris soutenus par des pays arabes réactionnaires ». « Takfiri » étant le terme habituellement utilisé par les autorités iraniennes pour désigner les djihadistes sunnites. L'enquête s'oriente alors vers la piste de l'État islamique. Le 24 septembre, Abdullah Ganji, le directeur de Javan, le quotidien des Gardiens de la révolution, déclare que deux des terroristes d'Ahvaz étaient frères et qu'ils avaient aussi un autre frère, mort dans un attentat-suicide en Syrie. Il affirme également que le mode opératoire de l'attaque d'Ahvaz ne correspond pas à celui des séparatistes du Khouzestan : « Tuer jusqu'à ce que vous soyez tués sans quitter les lieux, c'est la méthode de Daech ».

## Suites
Le 1er octobre 2018, en représailles à l'attentat d'Ahvaz, les Gardiens de la révolution islamique tirent six missiles balistiques Zolfaghar et Qiam depuis la province de Kermanshah, à l'ouest de l'Iran, en direction de positions tenues par l'État Islamique près de Boukamal, en Syrie,. Les Gardiens de la révolution déclarent sur leur site internet : « Le quartier général des responsables du crime terroriste d'Ahvaz a été attaqué il y a quelques minutes à l'est de l'Euphrate par plusieurs missiles balistiques tirés par la branche aérospatiale des Gardiens de la révolution. Selon les premières informations, de nombreux terroristes takfiri et les chefs responsables du crime terroriste d'Ahvaz ont été tués ou blessés dans cette attaque ». Le lendemain, les Gardiens revendiquent la mort d'une quarantaine de « hauts dirigeants de Daesh ».

## Vidéographie
- [vidéo] Iran : une attaque à Ahwaz et plusieurs revendications, France 24, 24 septembre 2018.